# پلزنت هیل، شهرستان پولک، آرکانزاس
پلزنت هیل (به انگلیسی: Pleasant Hill) یک منطقهٔ مسکونی در ایالات متحده آمریکا است که در شهرستان پولک، آرکانزاس واقع شده‌است. پلزنت هیل ۳۲۰٫۹۶ متر بالاتر از سطح دریا واقع شده‌است.